# Dolichopteroides binocularis
Il Dolichopteroides binocularis comunemente chiamato pesce fantasma binoculare, è un pesce abissale della famiglia Opisthoproctidae.

## Distribuzione e habitat
La sua distribuzione geografica è nota solo parzialmente: è stato catturato nell'Oceano Atlantico e presso la Nuova Zelanda.
Vive ad alte profondità, fino a circa 1200 metri.

## Descrizione
Ha corpo molto allungato e sottile, con muso appuntito ed occhi tubolari rivolti verso l'alto. Le pinne pettorali sono molto allungate ed a forma di ventaglio. Le pinne ventrali, la pinna dorsale e la pinna anale sono inserite molto indietro sul corpo.
Il colore è trasparente con 5 macchie scure sul ventre (sono probabilmente fotofori) ed una fila di punti neri lungo la linea laterale.
Raggiunge i 24 cm di lunghezza.

## Biologia
Si sa che fa vita pelagica, per il resto la sua biologia è completamente ignota.